# Johann Ignaz Straninsky
Johann Ignaz Stranensky, var en svensk klarinettist vid Kungliga hovkapellet.

## Biografi
Johann Ignaz Stranensky anställdes omkring 1791 som klarinettist vid Kungliga hovkapellet i Stockholm. På en konsert den 2 februari 1792 spelade han glasharmonika som han hade köpt i Prag. 1794 uppträdde han med ett nyuppfunnet instrument klarinett-fagott. Han var även musikdirektör vid kungliga Livgardet. Stranensky flyttade från Sverige i november 1805.